# Orgullo nocturno
Los orgullos nocturnos (en francés prides de nuit) son movilizaciones reivindicativas de personas LGBTI alternativas a las marchas del Orgullo, a las que consideran despolitizadas.
El movimiento lo lanzaron ACT UP, OUTrans, Femmes en Lutte 93 y otras asociaciones en París en 2015 en oposición a lo que percibían como una despolitización de las marchas del Orgullo y su pérdida de autonomía frente a los poderes públicos y al capitalismo rosa.
En París se organizaron otras dos ediciones en 2016 y 2017, aunque en 2018 decidieron no convocar una cuarta protesta por temor a que se convirtiera en un encuentro simbólico institucionalizado que no llevara a realizar otras acciones. Sin embargo, desde 2016 el movimiento ya se había extendido a otras ciudades de Francia, como Toulouse, Lyon o Niza.
También en otros países se llevan a cabo acciones similares, especialmente en el contexto del movimiento Gay Shame.